# Вайсберг, Алон
Алон Вайсберг (ивр. אלון ויסברג‎род. 26 апреля 1989, Украинская ССР) — израильский футболист, нападающий. Выступал за юношескую сборную Израиля до 18 лет.

## Биография
Родился 26 апреля 1989 года в Украинской ССР. В шестимесячном возрасте он с родителями переехал в Израиль. Занимался футболом в «Хапоэле» из Беэр-Шевы и «Маккаби» из Нетании. В сезоне 2006/06 дебютировал за «Маккаби» в Кубке Тото. В следующем сезоне впервые сыграл в чемпионате Израиля. Сезон 2009/10 стал дебютным для игрока в еврокубках, где Вайсберг сыграл в двух матчах квалификации Лиги Европы против мальтийской «Слимы Уондерерс» (0:0) и турецкого «Галатасарая» (0:6). Позднее выступал на правах аренды в клубах «Гакоах-Маккаби Амидар», «Маккаби-Ирони» (Бат-Ям), «Маккаби-Ирони» (Кфар-Йона) и «Хапоэль» (Герцлия). В составе юношеской сборной Израиля до 18 лет провёл два матча.
В июне 2011 года отправился на просмотр в киевский «Арсенал», но клуб не решился выкупить его у израильского клуба. В ходе одного из товарищеских матчей его увидели представители клуба «Крымтеплица». Крымский клуб в итоге подписал с футболистом двухлетний контракт с правом продления ещё на один год. Вайсберг стал первым представителем Израиля в украинском футболе. Отыграв два матча в Первой лиге Украины, Вайсберг получил травму и отправился в Израиль для восстановления. В феврале 2012 года принял участие в Кубке Крымтеплицы, после чего за команду более не выступал.
После этого выступал за «Хапоэль Катамон» и «Маккаби Кабилио», завершив карьеру игрока в 2015 году.

## Статистика
| Сезон            | Клуб                        | Лига                | Чемпионат | Чемпионат | Кубок | Кубок | Кубок Тото | Кубок Тото | Еврокубки | Еврокубки |
| Сезон            | Клуб                        | Лига                | Игры      | Голы      | Игры  | Голы  | Игры       | Голы       | Игры      | Голы      |
| ---------------- | --------------------------- | ------------------- | --------- | --------- | ----- | ----- | ---------- | ---------- | --------- | --------- |
| 2006/07          | Маккаби (Нетания)           | Чемпионат Израиля   |           |           |       |       | 2          | 2          |           |           |
| 2007/08          | Маккаби (Нетания)           | Чемпионат Израиля   | 1         | 0         |       |       | 2          | 0          |           |           |
| 2008/09          | Маккаби (Нетания)           | Чемпионат Израиля   |           |           |       |       |            |            |           |           |
| 2008/09          | → Гакоах-Маккаби Амидар     | Чемпионат Израиля   | 2         | 0         | 1     | 0     |            |            |           |           |
| 2009/10          | Маккаби (Нетания)           | Чемпионат Израиля   | 1         | 0         |       |       | 6          | 1          | 2         | 0         |
| 2009/10          | → Маккаби-Ирони (Бат-Ям)    | Лига Леумит         | 2         | 0         |       |       |            |            |           |           |
| 2009/10          | → Маккаби-Ирони (Кфар-Йона) | Лига Алеф           | 10        | 1         |       |       |            |            |           |           |
| 2010/11          | → Хапоэль (Герцлия)         | Лига Леумит         | 12        | 2         |       |       |            |            |           |           |
| 2011/12          | Крымтеплица                 | Первая лига Украины | 2         | 0         |       |       |            |            |           |           |
| 2013/14          | Хапоэль Катамон             | Лига Леумит         | 9         | 0         | 1     | 0     |            |            |           |           |
| 2014/15          | Маккаби Кабилио             | Лига Алеф           | 8         | 0         |       |       |            |            |           |           |
| Всего за карьеру | Всего за карьеру            | Всего за карьеру    | 47        | 3         | 2     | 0     | 10         | 1          | 2         | 0         |